# الگا، قرقیزستان
الگا، قرقیزستان (به لاتین: Alga, Kyrgyzstan) یک منطقهٔ مسکونی در قرقیزستان است که در استان بادکند واقع شده‌است.

## خصوصیات
الگا ۷۵۲ متر بالاتر از سطح دریا واقع شده‌است.